# Cherrybomb (película)
Cherrybomb es una película dramática estrenada en Reino Unido en 2009 y protagonizada por Kimberley Nixon, Rupert Grint, James Nesbitt y Robert Sheehan. La grabación comenzó, en exteriores, en Belfast el 7 de julio de 2008 y duró cuatro semanas. La película incluye desnudos, alcohol, drogas y robos en tiendas y de coches. Fue lanzada en DVD el 23 de agosto de 2010 en Reino Unido. Su lanzamiento en EE. UU. fue en septiembre de 2009 en el Festival de cine irladés de Los Ángeles (Los Angeles Irish Film Festival). La canción de la película es "Cherry Bomb" de The Runaways.
Cherrybomb se estrenó en el Festival Internacional de Cine de Berlín de 2009, pero al principio no podía encontrar un distribuidor. La garantía de que hubiera un trato para la distribución en Reino Unido se atribuye a la ayuda de una campaña en línea hecha por los fanes de Grint.

## Argumento
Malachy McKinny es un adolescente de sobresaliente que trabaja en el Titanic Leisureplex, un centro de entrenamiento deportivo cuyo propietario y director es Dave. Su mejor amigo es Luke, un camello que vive con su padre drogadicto. Los dos se quedan embelesados por Michelle, una chica galesa guapa y carismática que se muda desde Londres para vivir con su padre, Dave.
Luke y Malachy intentan ganarse el amor de Michelle superándose el uno al otro en una carrera salvaje de sexo, drogas, vandalismo, hurtos y peleas. Sin embargo, todo se les va de las manos cuando dan una fiesta en el Titanic Leisureplex, que resulta un desastre cuando Dave llega y encuentra todo el lugar destrozado. Este culpa a Malachy y casi lo mata a golpes. Luke, que golpea a Dave con una barra, salva a Malachy. Aturdido, Dave se gira lentamente a mirar a Luke y recibe un segundo golpe en la cabeza. A pesar de que Malachy está lleno de sangre y cardenales, se levanta y le dice a Luke que no quiere irse, ya que Michelle está llorando a su padre muerto. Luke, como amigo "comprensivo", se queda con Malachy hasta que llegan las ambulancias y la policía, y se los llevan para interrogarles.
El final de la película resulta ser la secuencia que la inicia. Aunque sólo vemos pequeños fragmentos del interrogatorio final, el público llega a enterarse de las últimas palabras de Malachy y Luke sobre el caso antes de que la película se corte.

## Reparto
- Rupert Grint como Malachy McKinney.
- Robert Sheehan como Luke.
- Kimberley Nixon como Michelle.
- James Nesbitt como Dave, el padre de Michelle.
- Niamh Quinn como Donna.
- Paul Kennedy como Chris.
- Conor MacNeill como Fanta.
- Greer Ellison como Bun.
- Kat Kirk como Sharon.
- Kathy Kiera Clarke como Emma.
- Lalor Roddy como Smiley.
- Paul Garrett como Bob.
- Paul Caddell como el profesor de natación.
- Richard Orr como el tío Joe.
- Bronach Lawlor como Jessica.
- Maggie Hayes como la tía Maggie.

## Acogida
La película ha cosechado buenas reseñas de la crítica pero no tiene clasificación en Rotten Tomatoes, aunque el índice de audiencia está actualmente en 3.1/5.